# Cletodes smirnovi
Cletodes smirnovi is een eenoogkreeftjessoort uit de familie van de Cletodidae. De wetenschappelijke naam van de soort is voor het eerst geldig gepubliceerd in 1970 door Bodin.